# أندريا كراسنوف
أندريا كراسنوف (الروسية: Андрея Николаевич Краснов) (1862-1914)عالم نبات روسي.